# Antony Hermus
Antony Hermus (* 1973 in Oosterhout, Niederlande) ist ein niederländischer Dirigent.

## Leben und Wirken
Antony Hermus ist der Sohn eines Kirchenchorleiters. Er begann im Alter von sechs Jahren mit dem Klavierspiel, war Ministrant und Mitglied des Kinder- und Jugendchores Oosterhoutse Nachtegalen. Später studierte er Wirtschaftsinformatik an der Katholischen Universität Brabant und parallel dazu am Fontys Conservatorium in Tilburg Klavier bei Jacques de Tiège und Dirigieren bei Jac van Steen und Georg Fritzsch.
Ab 1998 war er am Theater Hagen zunächst Praktikant, dann Korrepetitor und Kapellmeister und von 2003 bis 2008 Generalmusikdirektor des Philharmonischen Orchesters Hagen. 2009 wurde er Generalmusikdirektor des Anhaltischen Theaters und Chefdirigent der Anhaltischen Philharmonie in Dessau-Roßlau. 2014 wurde bekannt, dass er nach der Spielzeit 2014/2015 seinen Vertrag nicht verlängert.
In Dessau leitete er von 2012 bis 2015 die Aufführungen der vier Teile von Richard Wagners Tetralogie Der Ring des Nibelungen unter der Regie von André Bücker. Im Mai 2015 wurde das Werk in einer zyklischen Aufführung gezeigt. Neben klassischen Werken dirigierte Antony Hermus bei seinen Engagements Neuentdeckungen wie Königskinder von Engelbert Humperdinck und Kleider machen Leute von Alexander Zemlinsky sowie zeitgenössische Werke wie Where the Wild Things are von Oliver Knussen, die Weltpremiere einer Neufassung von Helle Nächte von Moritz Eggert und die deutsche Erstaufführung von Dead Man Walking von Jake Heggie. Am Ende seiner Amtszeit in Dessau wurde er zum Ehrendirigent der Anhaltischen Philharmonie ernannt.
Gastdirigate hatte er an der Komischen Oper Berlin, an der Opéra National de Paris, an der Opera Zuid in Maastricht, an der Opéra national du Rhin, an der Göteborgsoperan, am Opernhaus in Rennes, am Staatstheater Stuttgart und am Noord Nederlands Orkest. Er dirigierte die Bamberger Symphoniker, das MDR-Sinfonieorchester Leipzig, das WDR Rundfunkorchester Köln, das Londoner Philharmonia Orchestra, das Rotterdams Philharmonisch Orkest, das Concertgebouw-Orchester, das Radio Filharmonisch Orkest, die BBC Philharmonic und weitere Orchester in Deutschland, Frankreich, Schweden und Irland.

## Auszeichnungen
- 2002: Stipendium der Richard-Wagner-Gesellschaft
- 2006: Kulturförderpreis der Stadt Hagen
- 2015: Ehrendirigent der Anhaltische Philharmonie Dessau

## Diskographie
- August Klughardt: Symphony No. 5 & Overtures, Anhaltische Philharmonie, cpo, 2013
- Alphons Diepenbrock: Symphonische Dichtungen, Bamberger Symphoniker, cpo, 2016
- Siegmund von Hausegger: Dionysische Phantasie, Bamberger Symphoniker, cpo, 2017
- The Romantic Violin Concerto, Vol. 22, Violinkonzerte von Eduard Lassen, Philipp Scharwenka und Rued Langgaard mit Linus Roth und dem BBC Scottish Symphony Orchestra, Hyperion Records, 2019